# دانه‌برفی

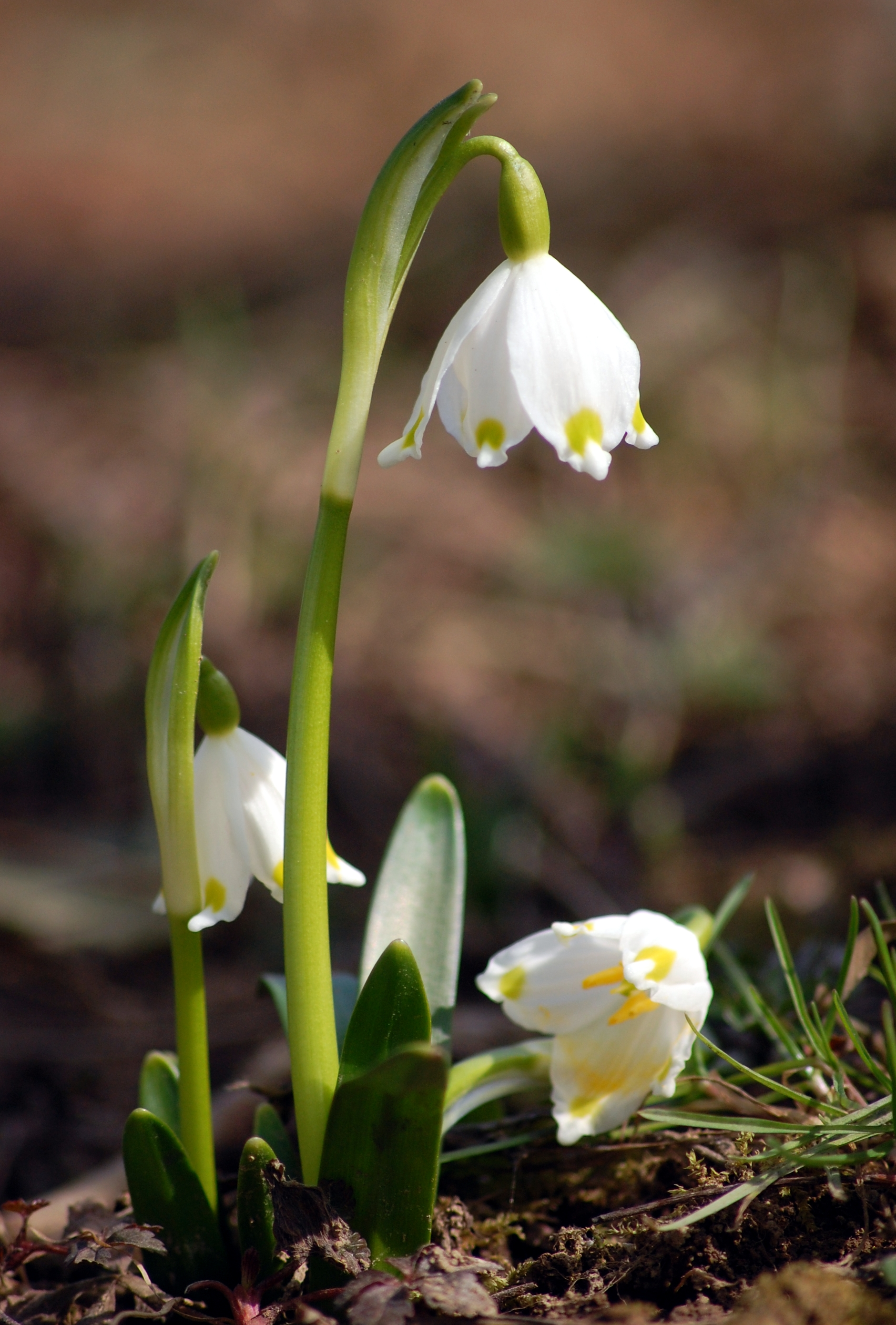
دانه برفی بهاری

دانه برفی (نام علمی: Leucojum) یک نوع جنس یا سرده از گیاهان است. گیاهانی هستند پیاز دار با برگ‌های قاعده‌ای، ساقه گل طویل آن به یک چتر با چندین گل ختم می‌گردد یا دارای یک گل منفر است. در گونه‌های ایرانی پوشش گل بوسیلهٔ یک شیار از هم باز می‌شود. گل زنگوله‌ای با قطعات گل پوش آزاد که برخلاف گل برفی یک اندازه بوده و میوهٔ آن کپسول با تعداد زیادی دانه است. این جنس ۱۲ گونه دارد که در نواحی مدیترانه پراکنده بوده و در شمال ایران یک گونه از آن یافت می‌شود و چندین گونهٔ آن نیز به عنوان گیاهان باغی کشت می‌شوند.